# 블루 브레인 프로젝트
블루 브레인 프로젝트(Blue Brain Project)는 쥐 두뇌의 디지털 재구성을 목표로 하는 스위스 두뇌 연구 이니셔티브이다. 이 프로젝트는 스위스의 EPFL(로잔 연방 공과대학교)의 브레인 앤드 마인드 연구소(Brain and Mind Institute)에서 2005년 5월에 설립되었다. 임무는 생물학적으로 상세한 디지털 재구성과 포유류 뇌의 시뮬레이션을 사용하여 뇌 구조와 기능의 기본 원리를 식별하는 것이다.
이 프로젝트는 유럽 인간 두뇌 프로젝트를 시작한 창립 이사 헨리 마크람(Henry Markram)이 이끌고 있으며 펠릭스 슈르만, 아드리아나 살바토레, 션 힐이 공동 감독하고 있다. 시뮬레이션에는 마이클 하인스(Michael Hines)의 NEURON을 실행하는 블루 진 슈퍼컴퓨터를 사용하여 생물학적으로 현실적인 뉴런 모델과 경험적으로 재구성된 모델 커넥톰이 포함된다.
마드리드 슈퍼컴퓨팅 및 시각화 센터(CeSViMa)가 조정한 카잘 블루 브레인(Cajal Blue Brain)과 대학 및 독립 연구소에서 운영하는 다른 협력을 포함하여 다양한 협력이 있다.

## 소프트웨어
- Blue Brain Nexus
- BluePyOpt
- CoreNEURON
- NeuroMorphoVis
- SONATA

## 같이 보기
- 인공지능
- 브레인 이니셔티브
- 인지적 구조
- 인지 과학
- 구글 브레인
- 모의실험 가설
- 모의실험 가설
- 마인드 업로딩